# Eleições parlamentares europeias de 2014 nos Açores
| Eleições parlamentares europeias de 2014 por Portugal Distritos: Aveiro \| Beja \| Braga \| Bragança \| Castelo Branco \| Coimbra \| Évora \| Faro \| Guarda \| Leiria \| Lisboa \| Portalegre \| Porto \| Santarém \| Setúbal \| Viana do Castelo \| Vila Real \| Viseu \| Açores \| Madeira \| Estrangeiro |

## Resultados por concelhos
Os resultados nos concelhos da Região Autónoma dos Açores foram os seguintes:

### Angra do Heroísmo
| Partidos                | Partidos                              | Votos  | %               | +/-   |
| ----------------------- | ------------------------------------- | ------ | --------------- | ----- |
|                         | Partido Socialista                    | 3 157  | 41,05 / 100,00  | 8,10  |
|                         | Aliança Portugal                      | 2 484  | 32,30 / 100,00  | 15,96 |
|                         | Partido da Terra                      | 403    | 5,24 / 100,00   | 4,89  |
|                         | Coligação Democrática Unitária        | 262    | 3,41 / 100,00   | 0,84  |
|                         | Bloco de Esquerda                     | 251    | 3,26 / 100,00   | 3,73  |
|                         | LIVRE                                 | 108    | 1,40 / 100,00   | Novo  |
|                         | Partido pelos Animais e pela Natureza | 94     | 1,22 / 100,00   | Novo  |
|                         | Outros                                | 279    | 3,64 / 100,00   |       |
| Votos inválidos         | Votos inválidos                       | 653    | 8,49 / 100,00   | 1,92  |
| Total                   | Total                                 | 7 691  | 100,00 / 100,00 |       |
| Eleitorado/Participação | Eleitorado/Participação               | 33 050 | 23,27 / 100,00  | 2,91  |

| Freguesia                          | %     | %     | %    | %    | %    | %    | %    | Votantes |
| Freguesia                          | PS    | AP    | MPT  | CDU  | BE   | L    | PAN  | Votantes |
| ---------------------------------- | ----- | ----- | ---- | ---- | ---- | ---- | ---- | -------- |
| Altares                            | 41,75 | 31,44 | 3,61 | 3,09 | 2,58 | 1,55 | 1,03 | 194      |
| Angra (Nossa Senhora da Conceição) | 41,85 | 24,97 | 7,73 | 4,88 | 4,04 | 1,55 | 2,62 | 841      |
| Angra (Santa Luzia)                | 41,32 | 25,39 | 5,84 | 4,57 | 4,73 | 1,42 | 2,37 | 634      |
| Angra (São Pedro)                  | 35,52 | 32,40 | 7,19 | 4,69 | 4,17 | 2,81 | 0,83 | 960      |
| Angra (Sé)                         | 33,23 | 39,47 | 6,23 | 3,26 | 3,86 | 1,78 | 1,78 | 337      |
| Cinco Ribeiras                     | 34,90 | 38,02 | 5,73 | 1,04 | 1,56 | 1,56 | 0,52 | 192      |
| Doze Ribeiras                      | 51,57 | 30,19 | 1,26 | 1,26 | 1,26 | 1,26 | 1,26 | 159      |
| Feteira                            | 45,14 | 34,17 | 3,45 | 3,45 | 3,13 | 1,88 | 0,63 | 319      |
| Porto Judeu                        | 37,27 | 42,63 | 2,68 | 4,02 | 2,68 | 0,80 | 0,27 | 373      |
| Posto Santo                        | 42,29 | 24,88 | 4,98 | 2,49 | 3,48 | 2,49 | 1,00 | 201      |
| Raminho                            | 39,62 | 44,65 | 4,40 | 1,89 | 0    | 0    | 0,63 | 159      |
| Ribeirinha                         | 47,23 | 39,01 | 2,54 | 0,60 | 1,05 | 0,30 | 0,60 | 669      |
| Santa Bárbara                      | 43,51 | 36,26 | 4,96 | 1,91 | 0,38 | 0,38 | 0,38 | 262      |
| São Bartolomeu dos Regatos         | 29,85 | 38,46 | 5,85 | 3,69 | 4,00 | 1,23 | 0,92 | 325      |
| São Bento                          | 47,48 | 27,13 | 3,94 | 3,50 | 3,72 | 0,44 | 1,53 | 457      |
| São Mateus da Calheta              | 48,81 | 19,97 | 5,63 | 5,80 | 4,95 | 1,54 | 1,37 | 586      |
| Serreta                            | 45,08 | 32,79 | 5,74 | 6,56 | 0,82 | 0,82 | 0    | 122      |
| Terra Chã                          | 38,31 | 31,23 | 5,94 | 2,68 | 3,26 | 1,72 | 1,53 | 522      |
| Vila de São Sebastião              | 37,99 | 45,65 | 3,96 | 1,06 | 1,85 | 0,79 | 0,26 | 379      |
| Angra do Heroísmo                  | 41,05 | 32,30 | 5,24 | 3,41 | 3,26 | 1,40 | 1,22 | 7 691    |

### Calheta
| Partidos                | Partidos                         | Votos | %               | +/-   |
| ----------------------- | -------------------------------- | ----- | --------------- | ----- |
|                         | Aliança Portugal                 | 388   | 43,40 / 100,00  | 17,57 |
|                         | Partido Socialista               | 291   | 32,55 / 100,00  | 4,19  |
|                         | Partido da Terra                 | 42    | 4,70 / 100,00   | 4,60  |
|                         | Partido Democrático do Atlântico | 19    | 2,13 / 100,00   | -     |
|                         | Partido da Nova Democracia       | 19    | 2,13 / 100,00   | -     |
|                         | Bloco de Esquerda                | 15    | 1,68 / 100,00   | 0,84  |
|                         | Coligação Democrática Unitária   | 14    | 1,57 / 100,00   | 0,15  |
|                         | LIVRE                            | 14    | 1,57 / 100,00   | Novo  |
|                         | Outros                           | 26    | 2,89 / 100,00   |       |
| Votos inválidos         | Votos inválidos                  | 66    | 7,39 / 100,00   | 3,45  |
| Total                   | Total                            | 894   | 100,00 / 100,00 |       |
| Eleitorado/Participação | Eleitorado/Participação          | 3 673 | 24,34 / 100,00  | 0,38  |

| Freguesia                       | %     | %     | %    | %    | %    | %    | %    | %    | Votantes |
| Freguesia                       | AP    | PS    | MPT  | PDA  | PND  | BE   | CDU  | L    | Votantes |
| ------------------------------- | ----- | ----- | ---- | ---- | ---- | ---- | ---- | ---- | -------- |
| Calheta                         | 25,51 | 43,20 | 7,48 | 3,40 | 2,04 | 2,04 | 2,38 | 1,70 | 294      |
| Norte Pequeno                   | 51,16 | 27,91 | 5,81 | 0    | 2,33 | 1,16 | 0    | 2,33 | 86       |
| Ribeira Seca                    | 57,21 | 19,07 | 5,58 | 0,47 | 3,26 | 3,26 | 1,40 | 1,86 | 215      |
| Santo Antão                     | 47,70 | 31,61 | 1,72 | 3,45 | 2,30 | 0,57 | 1,15 | 1,15 | 174      |
| Topo (Nossa Senhora do Rosário) | 50,40 | 35,20 | 0    | 1,60 | 0    | 0    | 1,60 | 2,40 | 125      |
| Calheta                         | 43,40 | 32,55 | 4,70 | 2,13 | 2,13 | 1,68 | 1,57 | 1,57 | 894      |

### Corvo
| Partidos                | Partidos                         | Votos | %               | +/-   |
| ----------------------- | -------------------------------- | ----- | --------------- | ----- |
|                         | Partido Socialista               | 72    | 53,73 / 100,00  | 16,23 |
|                         | Partido Popular Monárquico       | 20    | 14,93 / 100,00  | 13,07 |
|                         | Partido Democrático do Atlântico | 18    | 13,43 / 100,00  | -     |
|                         | Aliança Portugal                 | 10    | 7,46 / 100,00   | 17,54 |
|                         | Coligação Democrática Unitária   | 5     | 3,73 / 100,00   | 3,23  |
|                         | Partido da Terra                 | 3     | 2,24 / 100,00   | 1,74  |
|                         | Outros                           | 1     | 0,75 / 100,00   |       |
| Votos inválidos         | Votos inválidos                  | 5     | 3,73 / 100,00   | 1,77  |
| Total                   | Total                            | 134   | 100,00 / 100,00 |       |
| Eleitorado/Participação | Eleitorado/Participação          | 350   | 38,29 / 100,00  | 18,69 |

| Freguesia | %     | %     | %     | %    | %    | %    | Votantes |
| Freguesia | PS    | PPM   | PDA   | AP   | CDU  | MPT  | Votantes |
| --------- | ----- | ----- | ----- | ---- | ---- | ---- | -------- |
| Corvo     | 53,73 | 14,93 | 13,43 | 7,46 | 3,73 | 2,24 | 134      |
| Corvo     | 53,73 | 14,93 | 13,43 | 7,46 | 3,73 | 2,24 | 134      |

### Horta
| Partidos                | Partidos                       | Votos  | %               | +/-   |
| ----------------------- | ------------------------------ | ------ | --------------- | ----- |
|                         | Partido Socialista             | 1 356  | 38,83 / 100,00  | 8,17  |
|                         | Aliança Portugal               | 1 140  | 32,65 / 100,00  | 14,92 |
|                         | Coligação Democrática Unitária | 208    | 5,96 / 100,00   | 1,25  |
|                         | Partido da Terra               | 108    | 3,09 / 100,00   | 2,64  |
|                         | Bloco de Esquerda              | 103    | 2,95 / 100,00   | 1,45  |
|                         | Partido Popular Monárquico     | 63     | 1,80 / 100,00   | 1,41  |
|                         | LIVRE                          | 50     | 1,43 / 100,00   | Novo  |
|                         | Outros                         | 129    | 3,70 / 100,00   |       |
| Votos inválidos         | Votos inválidos                | 335    | 9,60 / 100,00   | 2,25  |
| Total                   | Total                          | 3 492  | 100,00 / 100,00 |       |
| Eleitorado/Participação | Eleitorado/Participação        | 13 123 | 26,61 / 100,00  | 1,61  |

| Freguesia           | %     | %     | %     | %    | %    | %    | %    | Votantes |
| Freguesia           | PS    | AP    | CDU   | MPT  | BE   | PPM  | L    | Votantes |
| ------------------- | ----- | ----- | ----- | ---- | ---- | ---- | ---- | -------- |
| Capelo              | 44,67 | 27,33 | 7,33  | 4,00 | 3,33 | 1,33 | 1,33 | 150      |
| Castelo Branco      | 45,58 | 30,27 | 4,08  | 3,06 | 2,38 | 1,36 | 0,34 | 294      |
| Cedros              | 23,92 | 55,81 | 2,33  | 1,33 | 0,66 | 1,00 | 1,66 | 301      |
| Feteira             | 37,89 | 28,77 | 5,61  | 3,86 | 2,81 | 3,16 | 2,11 | 285      |
| Flamengos           | 50,32 | 27,85 | 2,85  | 1,27 | 1,90 | 3,16 | 1,27 | 316      |
| Horta (Angústias)   | 40,91 | 30,18 | 6,00  | 4,00 | 4,18 | 3,09 | 1,64 | 550      |
| Horta (Conceição)   | 44,01 | 27,11 | 4,93  | 5,63 | 1,76 | 1,76 | 2,11 | 284      |
| Horta (Matriz)      | 32,11 | 30,53 | 11,05 | 3,68 | 6,14 | 1,23 | 2,11 | 570      |
| Pedro Miguel        | 31,41 | 25,64 | 12,18 | 1,92 | 3,85 | 0,64 | 1,28 | 156      |
| Praia do Almoxarife | 56,22 | 20,17 | 6,01  | 1,29 | 0,86 | 0,43 | 0,43 | 233      |
| Praia do Norte      | 26,61 | 50,81 | 1,61  | 3,23 | 0    | 1,61 | 0    | 124      |
| Ribeirinha          | 36,94 | 37,84 | 6,31  | 0,90 | 1,80 | 1,80 | 0,90 | 111      |
| Salão               | 24,58 | 53,39 | 0,85  | 3,39 | 1,69 | 0    | 0,85 | 118      |
| Horta               | 38,83 | 32,65 | 5,96  | 3,09 | 2,95 | 1,80 | 1,43 | 3 492    |

### Lagoa
| Partidos                | Partidos                              | Votos  | %               | +/-   |
| ----------------------- | ------------------------------------- | ------ | --------------- | ----- |
|                         | Partido Socialista                    | 939    | 46,28 / 100,00  | 9,15  |
|                         | Aliança Portugal                      | 455    | 22,42 / 100,00  | 19,96 |
|                         | Partido da Terra                      | 142    | 7,00 / 100,00   | 5,63  |
|                         | Bloco de Esquerda                     | 70     | 3,45 / 100,00   | 3,42  |
|                         | Coligação Democrática Unitária        | 68     | 3,35 / 100,00   | 0,36  |
|                         | Partido pelos Animais e pela Natureza | 31     | 1,53 / 100,00   | Novo  |
|                         | Partido Democrático do Atlântico      | 29     | 1,43 / 100,00   | -     |
|                         | PCTP/MRPP                             | 28     | 1,38 / 100,00   | 0,50  |
|                         | LIVRE                                 | 27     | 1,33 / 100,00   | Novo  |
|                         | Partido Popular Monárquico            | 22     | 1,08 / 100,00   | 0,79  |
|                         | Outros                                | 34     | 1,67 / 100,00   |       |
| Votos inválidos         | Votos inválidos                       | 184    | 9,06 / 100,00   | 2,20  |
| Total                   | Total                                 | 2 029  | 100,00 / 100,00 |       |
| Eleitorado/Participação | Eleitorado/Participação               | 12 568 | 16,14 / 100,00  | 0,01  |

| Freguesia                        | %     | %     | %    | %    | %    | %    | %    | %    | %    | %    | Votantes |
| Freguesia                        | PS    | AP    | MPT  | BE   | CDU  | PAN  | PDA  | PCTP | L    | PPM  | Votantes |
| -------------------------------- | ----- | ----- | ---- | ---- | ---- | ---- | ---- | ---- | ---- | ---- | -------- |
| Água de Pau                      | 51,41 | 23,45 | 4,80 | 1,98 | 2,26 | 1,41 | 1,13 | 0,85 | 0,56 | 0,28 | 354      |
| Cabouco                          | 52,22 | 16,75 | 6,90 | 0,49 | 5,42 | 2,46 | 2,96 | 2,46 | 1,97 | 1,48 | 203      |
| Lagoa (Nossa Senhora do Rosário) | 43,63 | 22,15 | 8,31 | 4,32 | 3,21 | 1,55 | 1,55 | 1,22 | 1,66 | 1,22 | 903      |
| Lagoa (Santa Cruz)               | 43,91 | 22,90 | 7,56 | 4,83 | 3,99 | 1,05 | 1,05 | 1,47 | 1,26 | 1,47 | 476      |
| Ribeira Chã                      | 51,61 | 31,18 | 0    | 0    | 1,08 | 2,15 | 0    | 2,15 | 0    | 0    | 93       |
| Lagoa                            | 46,28 | 22,42 | 7,00 | 3,45 | 3,35 | 1,53 | 1,43 | 1,38 | 1,33 | 1,08 | 2 029    |

### Lajes das Flores
| Partidos                | Partidos                              | Votos | %               | +/-   |
| ----------------------- | ------------------------------------- | ----- | --------------- | ----- |
|                         | Partido Socialista                    | 168   | 40,38 / 100,00  | 18,82 |
|                         | Aliança Portugal                      | 118   | 28,37 / 100,00  | 25,92 |
|                         | Partido Democrático do Atlântico      | 24    | 5,77 / 100,00   | -     |
|                         | Bloco de Esquerda                     | 17    | 4,09 / 100,00   | 0,10  |
|                         | Partido da Terra                      | 14    | 3,37 / 100,00   | 2,57  |
|                         | Coligação Democrática Unitária        | 12    | 2,88 / 100,00   | 2,31  |
|                         | Partido pelos Animais e pela Natureza | 6     | 1,44 / 100,00   | Novo  |
|                         | Outros                                | 9     | 2,16 / 100,00   |       |
| Votos inválidos         | Votos inválidos                       | 48    | 11,54 / 100,00  | 0,04  |
| Total                   | Total                                 | 416   | 100,00 / 100,00 |       |
| Eleitorado/Participação | Eleitorado/Participação               | 1 307 | 31,83 / 100,00  | 6,71  |

| Freguesia        | %     | %     | %     | %     | %    | %    | %    | Votantes |
| Freguesia        | PS    | AP    | PDA   | BE    | MPT  | CDU  | PAN  | Votantes |
| ---------------- | ----- | ----- | ----- | ----- | ---- | ---- | ---- | -------- |
| Fajã Grande      | 41,56 | 19,48 | 11,69 | 12,99 | 5,19 | 0    | 0    | 77       |
| Fajãzinha        | 42,86 | 20,00 | 5,71  | 5,71  | 2,86 | 8,57 | 0    | 35       |
| Fazenda          | 64,47 | 21,05 | 2,63  | 2,63  | 0    | 1,32 | 0    | 76       |
| Lajedo           | 19,44 | 33,33 | 2,78  | 2,78  | 8,33 | 5,56 | 0    | 36       |
| Lajes das Flores | 33,86 | 35,43 | 6,30  | 1,57  | 1,57 | 3,94 | 2,36 | 127      |
| Lomba            | 35,29 | 35,29 | 0     | 0     | 5,88 | 1,96 | 1,96 | 51       |
| Mosteiro         | 28,57 | 35,71 | 14,29 | 0     | 7,14 | 0    | 0    | 14       |
| Lajes das Flores | 40,38 | 28,37 | 5,77  | 4,09  | 3,37 | 2,88 | 1,44 | 416      |

### Lajes do Pico
| Partidos                | Partidos                         | Votos | %               | +/-   |
| ----------------------- | -------------------------------- | ----- | --------------- | ----- |
|                         | Partido Socialista               | 468   | 41,23 / 100,00  | 3,49  |
|                         | Aliança Portugal                 | 396   | 34,89 / 100,00  | 12,75 |
|                         | Partido da Terra                 | 48    | 4,23 / 100,00   | 3,69  |
|                         | Coligação Democrática Unitária   | 29    | 2,56 / 100,00   | 0,78  |
|                         | Bloco de Esquerda                | 22    | 1,94 / 100,00   | 1,85  |
|                         | LIVRE                            | 14    | 1,23 / 100,00   | Novo  |
|                         | Partido Democrático do Atlântico | 14    | 1,23 / 100,00   | -     |
|                         | Outros                           | 50    | 4,40 / 100,00   |       |
| Votos inválidos         | Votos inválidos                  | 94    | 8,28 / 100,00   | 1,31  |
| Total                   | Total                            | 1 135 | 100,00 / 100,00 |       |
| Eleitorado/Participação | Eleitorado/Participação          | 4 533 | 25,04 / 100,00  | 3,13  |

| Freguesia          | %     | %     | %    | %    | %    | %    | %    | Votantes |
| Freguesia          | PS    | AP    | MPT  | CDU  | BE   | L    | PDA  | Votantes |
| ------------------ | ----- | ----- | ---- | ---- | ---- | ---- | ---- | -------- |
| Calheta de Nesquim | 45,56 | 22,22 | 1,11 | 0    | 4,44 | 0    | 0    | 90       |
| Lajes do Pico      | 41,08 | 28,12 | 6,11 | 3,91 | 2,44 | 2,69 | 1,71 | 409      |
| Piedade            | 31,05 | 49,77 | 3,20 | 0    | 0,91 | 0,91 | 2,28 | 219      |
| Ribeiras           | 41,38 | 44,25 | 2,87 | 3,45 | 1,72 | 0    | 0    | 174      |
| Ribeirinha         | 61,82 | 22,73 | 1,82 | 0,91 | 1,82 | 0    | 1,82 | 110      |
| São João           | 38,35 | 37,59 | 6,02 | 4,51 | 0,75 | 0,75 | 0    | 133      |
| Lajes do Pico      | 41,23 | 34,89 | 4,23 | 2,56 | 1,94 | 1,23 | 1,23 | 1 135    |

### Madalena
| Partidos                | Partidos                              | Votos | %               | +/-   |
| ----------------------- | ------------------------------------- | ----- | --------------- | ----- |
|                         | Aliança Portugal                      | 564   | 44,69 / 100,00  | 10,23 |
|                         | Partido Socialista                    | 400   | 31,70 / 100,00  | 3,23  |
|                         | Partido da Terra                      | 57    | 4,52 / 100,00   | 4,14  |
|                         | Coligação Democrática Unitária        | 41    | 3,25 / 100,00   | 0,70  |
|                         | Bloco de Esquerda                     | 24    | 1,90 / 100,00   | 1,78  |
|                         | Partido pelos Animais e pela Natureza | 20    | 1,58 / 100,00   | Novo  |
|                         | Outros                                | 44    | 3,50 / 100,00   |       |
| Votos inválidos         | Votos inválidos                       | 112   | 8,88 / 100,00   | 0,84  |
| Total                   | Total                                 | 1 262 | 100,00 / 100,00 |       |
| Eleitorado/Participação | Eleitorado/Participação               | 5 643 | 22,36 / 100,00  | 2,42  |

| Freguesia     | %     | %     | %    | %    | %    | %    | Votantes |
| Freguesia     | AP    | PS    | MPT  | CDU  | BE   | PAN  | Votantes |
| ------------- | ----- | ----- | ---- | ---- | ---- | ---- | -------- |
| Bandeiras     | 32,69 | 36,54 | 3,85 | 1,92 | 3,85 | 7,69 | 104      |
| Candelária    | 35,19 | 38,89 | 4,63 | 3,70 | 1,85 | 2,31 | 216      |
| Criação Velha | 48,73 | 27,22 | 3,80 | 3,80 | 1,90 | 0    | 158      |
| Madalena      | 45,31 | 30,05 | 6,10 | 3,29 | 1,88 | 0,94 | 426      |
| São Caetano   | 50,00 | 26,97 | 3,95 | 1,32 | 1,32 | 0,66 | 152      |
| São Mateus    | 52,43 | 32,04 | 2,43 | 4,37 | 1,46 | 0,97 | 206      |
| Madalena      | 44,69 | 31,70 | 4,52 | 3,25 | 1,90 | 1,58 | 1 262    |

### Nordeste
| Partidos                | Partidos                              | Votos | %               | +/-   |
| ----------------------- | ------------------------------------- | ----- | --------------- | ----- |
|                         | Partido Socialista                    | 679   | 49,93 / 100,00  | 16,38 |
|                         | Aliança Portugal                      | 379   | 27,87 / 100,00  | 23,48 |
|                         | Coligação Democrática Unitária        | 42    | 3,09 / 100,00   | 1,44  |
|                         | Bloco de Esquerda                     | 40    | 2,94 / 100,00   | 1,17  |
|                         | Partido da Terra                      | 38    | 2,79 / 100,00   | 1,91  |
|                         | Partido pelos Animais e pela Natureza | 18    | 1,32 / 100,00   | Novo  |
|                         | PCTP/MRPP                             | 14    | 1,03 / 100,00   | 0,21  |
|                         | Outros                                | 53    | 3,90 / 100,00   |       |
| Votos inválidos         | Votos inválidos                       | 97    | 7,13 / 100,00   | 1,02  |
| Total                   | Total                                 | 1 360 | 100,00 / 100,00 |       |
| Eleitorado/Participação | Eleitorado/Participação               | 4 846 | 28,06 / 100,00  | 5,50  |

| Freguesia                    | %     | %     | %    | %    | %    | %    | %    | Votantes |
| Freguesia                    | PS    | AP    | CDU  | BE   | MPT  | PAN  | PCTP | Votantes |
| ---------------------------- | ----- | ----- | ---- | ---- | ---- | ---- | ---- | -------- |
| Achada                       | 59,26 | 28,15 | 2,22 | 0,74 | 2,22 | 0    | 0,74 | 135      |
| Achadinha                    | 58,39 | 21,12 | 4,35 | 1,86 | 3,73 | 0,62 | 0,62 | 161      |
| Algarvia                     | 43,37 | 27,71 | 3,61 | 2,41 | 2,41 | 6,02 | 1,20 | 83       |
| Lomba da Fazenda             | 44,39 | 28,57 | 4,08 | 4,08 | 2,04 | 1,02 | 1,02 | 196      |
| Nordeste                     | 44,69 | 35,31 | 3,44 | 2,50 | 2,81 | 1,25 | 0,94 | 320      |
| Salga                        | 57,66 | 16,22 | 4,50 | 7,21 | 2,70 | 0,90 | 1,80 | 111      |
| Santana                      | 50,64 | 24,36 | 1,92 | 3,21 | 0,64 | 1,92 | 2,56 | 156      |
| Santo António de Nordestinho | 44,86 | 38,32 | 0    | 1,87 | 6,54 | 0,93 | 0    | 107      |
| São Pedro de Nordestinho     | 52,75 | 19,78 | 2,20 | 3,30 | 3,30 | 1,10 | 0    | 91       |
| Nordeste                     | 49,93 | 27,87 | 3,09 | 2,94 | 2,79 | 1,32 | 1,03 | 1 360    |

### Ponta Delgada
| Partidos                | Partidos                              | Votos  | %               | +/-   |
| ----------------------- | ------------------------------------- | ------ | --------------- | ----- |
|                         | Partido Socialista                    | 4 216  | 37,95 / 100,00  | 9,10  |
|                         | Aliança Portugal                      | 2 966  | 26,70 / 100,00  | 21,42 |
|                         | Partido da Terra                      | 814    | 7,33 / 100,00   | 5,79  |
|                         | Coligação Democrática Unitária        | 552    | 4,97 / 100,00   | 1,16  |
|                         | Bloco de Esquerda                     | 528    | 4,75 / 100,00   | 3,88  |
|                         | LIVRE                                 | 238    | 2,14 / 100,00   | Novo  |
|                         | Partido Democrático do Atlântico      | 234    | 2,11 / 100,00   | -     |
|                         | Partido pelos Animais e pela Natureza | 176    | 1,58 / 100,00   | Novo  |
|                         | PCTP/MRPP                             | 158    | 1,42 / 100,00   | 0,68  |
|                         | Outros                                | 303    | 2,72 / 100,00   |       |
| Votos inválidos         | Votos inválidos                       | 925    | 8,33 / 100,00   | 2,26  |
| Total                   | Total                                 | 11 110 | 100,00 / 100,00 |       |
| Eleitorado/Participação | Eleitorado/Participação               | 64 210 | 17,30 / 100,00  | 1,73  |

| Freguesia                     | %     | %     | %     | %    | %     | %    | %    | %    | %    | Votantes |
| Freguesia                     | PS    | AP    | MPT   | CDU  | BE    | L    | PDA  | PAN  | PCTP | Votantes |
| ----------------------------- | ----- | ----- | ----- | ---- | ----- | ---- | ---- | ---- | ---- | -------- |
| Ajuda da Bretanha             | 40,40 | 28,28 | 3,03  | 4,04 | 5,05  | 0    | 2,02 | 2,02 | 1,01 | 99       |
| Arrifes                       | 47,21 | 21,63 | 5,99  | 6,39 | 2,72  | 2,04 | 2,04 | 0,95 | 1,63 | 735      |
| Candelária                    | 44,33 | 37,11 | 4,12  | 3,09 | 3,09  | 2,06 | 0    | 1,03 | 0    | 97       |
| Capelas                       | 44,72 | 23,79 | 5,72  | 2,86 | 4,83  | 1,43 | 1,97 | 1,43 | 3,22 | 559      |
| Covoada                       | 39,47 | 31,05 | 3,68  | 3,68 | 1,05  | 2,11 | 2,11 | 0,53 | 1,58 | 190      |
| Fajã de Baixo                 | 36,82 | 22,07 | 9,31  | 6,38 | 4,60  | 2,09 | 3,14 | 1,26 | 0,94 | 956      |
| Fajã de Cima                  | 41,41 | 26,21 | 6,17  | 3,30 | 3,30  | 2,64 | 2,42 | 1,32 | 1,54 | 454      |
| Fenais da Luz                 | 35,76 | 22,92 | 13,89 | 4,51 | 4,86  | 1,04 | 2,43 | 3,47 | 2,08 | 288      |
| Feteiras                      | 54,20 | 25,19 | 3,05  | 1,53 | 2,29  | 0,76 | 0,76 | 0,76 | 0,76 | 131      |
| Ginetes                       | 43,02 | 35,47 | 2,33  | 3,49 | 2,91  | 0,58 | 2,33 | 2,33 | 0    | 172      |
| Mosteiros                     | 41,85 | 37,50 | 0,54  | 4,35 | 3,26  | 0,54 | 0    | 0,54 | 0,54 | 184      |
| Pilar da Bretanha             | 52,99 | 23,93 | 2,56  | 2,56 | 8,55  | 0,85 | 0    | 0    | 0    | 117      |
| Ponta Delgada (São José)      | 33,39 | 28,95 | 7,67  | 5,84 | 4,45  | 3,40 | 2,27 | 1,66 | 1,83 | 1 147    |
| Ponta Delgada (São Pedro)     | 32,77 | 25,09 | 9,37  | 6,53 | 6,17  | 3,45 | 2,60 | 2,06 | 1,45 | 1 654    |
| Ponta Delgada (São Sebastião) | 29,75 | 33,45 | 7,77  | 4,78 | 3,82  | 2,03 | 2,63 | 1,43 | 1,19 | 837      |
| Relva                         | 29,38 | 33,65 | 8,29  | 5,92 | 5,45  | 1,42 | 1,90 | 1,18 | 1,90 | 422      |
| Remédios                      | 51,85 | 16,46 | 3,70  | 2,47 | 13,17 | 0,41 | 0,82 | 1,23 | 0,82 | 243      |
| Rosto do Cão (Livramento)     | 32,95 | 28,88 | 10,45 | 4,93 | 4,79  | 2,47 | 1,89 | 1,74 | 1,74 | 689      |
| Rosto do Cão (São Roque)      | 45,96 | 21,89 | 6,52  | 5,59 | 4,66  | 1,86 | 1,86 | 1,40 | 1,24 | 644      |
| Santa Bárbara                 | 40,22 | 32,40 | 3,35  | 2,23 | 4,47  | 1,68 | 0,56 | 1,68 | 1,12 | 179      |
| Santa Clara                   | 39,49 | 23,95 | 8,59  | 5,12 | 5,12  | 1,65 | 1,28 | 2,19 | 0,73 | 547      |
| Santo António                 | 38,10 | 31,75 | 3,49  | 1,59 | 6,03  | 0,32 | 1,90 | 1,90 | 2,54 | 315      |
| São Vicente Ferreira          | 29,91 | 31,38 | 7,33  | 3,81 | 4,40  | 2,05 | 2,64 | 2,35 | 0,29 | 341      |
| Sete Cidades                  | 70,00 | 17,27 | 0     | 0,91 | 0,91  | 0,91 | 0    | 0    | 0    | 110      |
| Ponta Delgada                 | 37,95 | 26,70 | 7,33  | 4,97 | 4,75  | 2,14 | 2,11 | 1,58 | 1,42 | 11 110   |

### Povoação
| Partidos                | Partidos                              | Votos | %               | +/-   |
| ----------------------- | ------------------------------------- | ----- | --------------- | ----- |
|                         | Partido Socialista                    | 787   | 55,03 / 100,00  | 14,49 |
|                         | Aliança Portugal                      | 301   | 21,05 / 100,00  | 23,28 |
|                         | Partido da Terra                      | 46    | 3,22 / 100,00   | 2,09  |
|                         | Coligação Democrática Unitária        | 33    | 2,31 / 100,00   | 0,04  |
|                         | Bloco de Esquerda                     | 33    | 2,31 / 100,00   | 0,65  |
|                         | Partido pelos Animais e pela Natureza | 18    | 1,26 / 100,00   | Novo  |
|                         | Outros                                | 69    | 4,83 / 100,00   |       |
| Votos inválidos         | Votos inválidos                       | 143   | 10,00 / 100,00  | 3,76  |
| Total                   | Total                                 | 1 430 | 100,00 / 100,00 |       |
| Eleitorado/Participação | Eleitorado/Participação               | 6 383 | 22,40 / 100,00  | 2,00  |

| Freguesia                  | %     | %     | %    | %    | %    | %    | Votantes |
| Freguesia                  | PS    | AP    | MPT  | CDU  | BE   | PAN  | Votantes |
| -------------------------- | ----- | ----- | ---- | ---- | ---- | ---- | -------- |
| Água Retorta               | 61,06 | 23,89 | 2,65 | 0    | 0    | 0,88 | 113      |
| Faial da Terra             | 58,49 | 18,87 | 2,83 | 0,94 | 0,94 | 0    | 106      |
| Furnas                     | 50,19 | 14,67 | 4,25 | 4,25 | 4,63 | 2,32 | 259      |
| Nossa Senhora dos Remédios | 43,27 | 36,36 | 2,18 | 1,82 | 1,09 | 1,09 | 275      |
| Povoação                   | 60,22 | 17,84 | 3,72 | 2,60 | 2,23 | 0,93 | 538      |
| Ribeira Quente             | 59,71 | 14,39 | 2,16 | 1,44 | 3,60 | 2,16 | 139      |
| Povoação                   | 55,03 | 21,05 | 3,22 | 2,31 | 2,31 | 1,26 | 1 430    |

### Ribeira Grande
| Partidos                | Partidos                              | Votos  | %               | +/-   |
| ----------------------- | ------------------------------------- | ------ | --------------- | ----- |
|                         | Partido Socialista                    | 1 615  | 39,40 / 100,00  | 3,97  |
|                         | Aliança Portugal                      | 1 176  | 28,69 / 100,00  | 13,12 |
|                         | Bloco de Esquerda                     | 295    | 7,20 / 100,00   | 2,17  |
|                         | Partido da Terra                      | 181    | 4,42 / 100,00   | 3,56  |
|                         | Coligação Democrática Unitária        | 152    | 3,71 / 100,00   | 0,15  |
|                         | Partido Democrático do Atlântico      | 78     | 1,90 / 100,00   | -     |
|                         | LIVRE                                 | 56     | 1,37 / 100,00   | Novo  |
|                         | Partido pelos Animais e pela Natureza | 53     | 1,29 / 100,00   | Novo  |
|                         | PCTP/MRPP                             | 52     | 1,27 / 100,00   | 0,41  |
|                         | Outros                                | 110    | 2,69 / 100,00   |       |
| Votos inválidos         | Votos inválidos                       | 331    | 8,08 / 100,00   | 2,01  |
| Total                   | Total                                 | 4 099  | 100,00 / 100,00 |       |
| Eleitorado/Participação | Eleitorado/Participação               | 27 411 | 14,95 / 100,00  | 1,11  |

| Freguesia                  | %     | %     | %     | %    | %    | %    | %    | %    | %    | Votantes |
| Freguesia                  | PS    | AP    | BE    | MPT  | CDU  | PDA  | L    | PAN  | PCTP | Votantes |
| -------------------------- | ----- | ----- | ----- | ---- | ---- | ---- | ---- | ---- | ---- | -------- |
| Calhetas                   | 47,17 | 24,53 | 2,52  | 5,66 | 4,40 | 1,26 | 3,77 | 2,52 | 1,26 | 159      |
| Fenais da Ajuda            | 31,43 | 42,29 | 3,43  | 1,71 | 2,29 | 0    | 0,57 | 0    | 1,14 | 175      |
| Lomba da Maia              | 33,33 | 41,82 | 0     | 5,45 | 3,64 | 1,82 | 0    | 1,82 | 1,82 | 165      |
| Lomba de São Pedro         | 50,54 | 29,03 | 3,23  | 2,15 | 0    | 0    | 2,15 | 1,08 | 0    | 93       |
| Maia                       | 61,73 | 17,90 | 2,78  | 2,47 | 2,78 | 2,47 | 1,23 | 0,62 | 0,62 | 324      |
| Pico da Pedra              | 30,48 | 24,43 | 6,68  | 6,89 | 8,98 | 2,51 | 1,25 | 1,88 | 2,09 | 479      |
| Porto Formoso              | 53,33 | 14,76 | 3,81  | 4,29 | 2,38 | 3,81 | 1,43 | 0,48 | 0,48 | 210      |
| Rabo de Peixe              | 26,19 | 39,10 | 16,26 | 3,48 | 2,19 | 1,68 | 0,90 | 1,03 | 0,90 | 775      |
| Ribeira Grande (Conceição) | 45,96 | 20,61 | 7,52  | 6,96 | 3,06 | 0,84 | 1,39 | 1,95 | 0    | 359      |
| Ribeira Grande (Matriz)    | 42,19 | 20,98 | 6,47  | 5,13 | 3,79 | 3,57 | 3,35 | 1,79 | 2,23 | 448      |
| Ribeira Seca               | 34,28 | 39,09 | 5,38  | 3,12 | 3,68 | 2,83 | 0,28 | 0,85 | 2,27 | 353      |
| Ribeirinha                 | 37,50 | 26,39 | 7,87  | 5,09 | 6,48 | 0,46 | 0,93 | 1,85 | 2,31 | 216      |
| Santa Bárbara              | 54,37 | 20,39 | 4,37  | 2,91 | 2,43 | 0,49 | 0,97 | 1,46 | 0,49 | 206      |
| São Brás                   | 39,42 | 38,69 | 4,38  | 3,65 | 0,73 | 0,73 | 1,46 | 0    | 0,73 | 137      |
| Ribeira Grande             | 39,40 | 28,69 | 7,20  | 4,42 | 3,71 | 1,90 | 1,37 | 1,29 | 1,27 | 4 099    |

### Santa Cruz da Graciosa
| Partidos                | Partidos                         | Votos | %               | +/-   |
| ----------------------- | -------------------------------- | ----- | --------------- | ----- |
|                         | Partido Socialista               | 532   | 52,05 / 100,00  | 10,28 |
|                         | Aliança Portugal                 | 320   | 31,31 / 100,00  | 17,40 |
|                         | Partido da Terra                 | 27    | 2,64 / 100,00   | 2,56  |
|                         | Coligação Democrática Unitária   | 17    | 1,66 / 100,00   | 0,45  |
|                         | Bloco de Esquerda                | 14    | 1,37 / 100,00   | 1,78  |
|                         | Partido Democrático do Atlântico | 14    | 1,37 / 100,00   | -     |
|                         | PCTP/MRPP                        | 11    | 1,08 / 100,00   | 1,00  |
|                         | Outros                           | 30    | 2,93 / 100,00   |       |
| Votos inválidos         | Votos inválidos                  | 57    | 5,58 / 100,00   | 1,06  |
| Total                   | Total                            | 1 022 | 100,00 / 100,00 |       |
| Eleitorado/Participação | Eleitorado/Participação          | 4 459 | 22,92 / 100,00  | 5,03  |

| Freguesia              | %     | %     | %    | %    | %    | %    | %    | Votantes |
| Freguesia              | PS    | AP    | MPT  | CDU  | BE   | PDA  | PCTP | Votantes |
| ---------------------- | ----- | ----- | ---- | ---- | ---- | ---- | ---- | -------- |
| Guadalupe              | 35,20 | 49,60 | 2,80 | 0,80 | 1,20 | 1,60 | 0,40 | 250      |
| Luz                    | 56,76 | 22,97 | 2,03 | 4,05 | 1,35 | 3,38 | 1,35 | 148      |
| Santa Cruz da Graciosa | 53,99 | 25,90 | 4,41 | 1,93 | 1,93 | 1,10 | 1,38 | 363      |
| São Mateus             | 62,84 | 26,05 | 0,38 | 0,77 | 0,77 | 0,38 | 1,15 | 261      |
| Santa Cruz da Graciosa | 52,05 | 31,31 | 2,64 | 1,66 | 1,37 | 1,37 | 1,08 | 1 022    |

### Santa Cruz das Flores
| Partidos                | Partidos                              | Votos | %               | +/-   |
| ----------------------- | ------------------------------------- | ----- | --------------- | ----- |
|                         | Partido Socialista                    | 204   | 41,63 / 100,00  | 8,49  |
|                         | Aliança Portugal                      | 101   | 20,61 / 100,00  | 27,19 |
|                         | Coligação Democrática Unitária        | 38    | 7,76 / 100,00   | 2,05  |
|                         | Partido da Terra                      | 23    | 4,69 / 100,00   | 4,60  |
|                         | Partido Democrático do Atlântico      | 18    | 3,67 / 100,00   | -     |
|                         | PCTP/MRPP                             | 11    | 2,24 / 100,00   | 1,48  |
|                         | Partido pelos Animais e pela Natureza | 8     | 1,63 / 100,00   | Novo  |
|                         | Bloco de Esquerda                     | 6     | 1,22 / 100,00   | 3,73  |
|                         | Partido Popular Monárquico            | 5     | 1,02 / 100,00   | 0,07  |
|                         | Movimento Alternativa Socialista      | 5     | 1,02 / 100,00   | Novo  |
|                         | Outros                                | 13    | 1,83 / 100,00   |       |
| Votos inválidos         | Votos inválidos                       | 58    | 11,84 / 100,00  | 5,94  |
| Total                   | Total                                 | 490   | 100,00 / 100,00 |       |
| Eleitorado/Participação | Eleitorado/Participação               | 1 928 | 25,41 / 100,00  | 0,38  |

| Freguesia             | %     | %     | %     | %    | %    | %    | %    | %    | %    | %    | Votantes |
| Freguesia             | PS    | AP    | CDU   | MPT  | PDA  | PCTP | PAN  | BE   | PPM  | MAS  | Votantes |
| --------------------- | ----- | ----- | ----- | ---- | ---- | ---- | ---- | ---- | ---- | ---- | -------- |
| Caveira               | 53,85 | 2,56  | 7,69  | 0    | 2,56 | 7,69 | 2,56 | 0    | 2,56 | 0    | 39       |
| Cedros                | 41,03 | 7,69  | 28,21 | 2,56 | 0    | 5,13 | 2,56 | 2,56 | 0    | 0    | 39       |
| Ponta Delgada         | 34,95 | 34,95 | 2,91  | 0,97 | 6,80 | 0,97 | 0,97 | 0,97 | 1,94 | 0    | 103      |
| Santa Cruz das Flores | 42,39 | 19,74 | 6,80  | 6,80 | 3,24 | 1,62 | 1,62 | 1,29 | 0,65 | 1,62 | 305      |
| Santa Cruz das Flores | 41,63 | 20,61 | 7,76  | 4,69 | 3,67 | 2,24 | 1,63 | 1,22 | 1,02 | 1,02 | 490      |

### São Roque do Pico
| Partidos                | Partidos                              | Votos | %               | +/-   |
| ----------------------- | ------------------------------------- | ----- | --------------- | ----- |
|                         | Partido Socialista                    | 337   | 43,94 / 100,00  | 10,09 |
|                         | Aliança Portugal                      | 243   | 31,68 / 100,00  | 13,10 |
|                         | Partido da Terra                      | 27    | 3,52 / 100,00   | 3,52  |
|                         | Coligação Democrática Unitária        | 26    | 3,39 / 100,00   | 0,99  |
|                         | Bloco de Esquerda                     | 23    | 3,00 / 100,00   | 3,00  |
|                         | Partido pelos Animais e pela Natureza | 13    | 1,69 / 100,00   | Novo  |
|                         | PCTP/MRPP                             | 11    | 1,43 / 100,00   | 1,07  |
|                         | Outros                                | 26    | 3,38 / 100,00   |       |
| Votos inválidos         | Votos inválidos                       | 61    | 7,95 / 100,00   | 2,13  |
| Total                   | Total                                 | 767   | 100,00 / 100,00 |       |
| Eleitorado/Participação | Eleitorado/Participação               | 3 200 | 23,97 / 100,00  | 1,85  |

| Freguesia         | %     | %     | %    | %    | %    | %    | %    | Votantes |
| Freguesia         | PS    | AP    | MPT  | CDU  | BE   | PAN  | PCTP | Votantes |
| ----------------- | ----- | ----- | ---- | ---- | ---- | ---- | ---- | -------- |
| Prainha           | 37,80 | 38,58 | 5,51 | 3,15 | 3,94 | 3,15 | 1,57 | 127      |
| Santa Luzia       | 44,23 | 38,46 | 0,96 | 1,92 | 0,96 | 1,92 | 0    | 104      |
| Santo Amaro       | 57,94 | 25,23 | 3,74 | 0,93 | 0,93 | 0    | 0    | 107      |
| Santo António     | 51,77 | 20,57 | 2,84 | 4,26 | 2,84 | 3,55 | 3,55 | 141      |
| São Roque do Pico | 37,50 | 34,03 | 3,82 | 4,51 | 4,17 | 0,69 | 1,39 | 288      |
| São Roque do Pico | 43,94 | 31,68 | 3,53 | 3,39 | 3,00 | 1,69 | 1,43 | 767      |

### Velas
| Partidos                | Partidos                         | Votos | %               | +/-   |
| ----------------------- | -------------------------------- | ----- | --------------- | ----- |
|                         | Aliança Portugal                 | 434   | 41,57 / 100,00  | 12,19 |
|                         | Partido Socialista               | 334   | 31,99 / 100,00  | 0,46  |
|                         | Partido da Terra                 | 56    | 5,36 / 100,00   | 5,12  |
|                         | Coligação Democrática Unitária   | 31    | 2,97 / 100,00   | 0,23  |
|                         | Bloco de Esquerda                | 31    | 2,97 / 100,00   | 1,34  |
|                         | Partido Democrático do Atlântico | 14    | 1,34 / 100,00   | -     |
|                         | PCTP/MRPP                        | 13    | 1,25 / 100,00   | 0,78  |
|                         | Partido da Nova Democracia       | 13    | 1,25 / 100,00   | -     |
|                         | Partido Trabalhista Português    | 12    | 1,15 / 100,00   | -     |
|                         | Outros                           | 31    | 2,98 / 100,00   |       |
| Votos inválidos         | Votos inválidos                  | 75    | 7,18 / 100,00   | 2,55  |
| Total                   | Total                            | 1 044 | 100,00 / 100,00 |       |
| Eleitorado/Participação | Eleitorado/Participação          | 5 065 | 20,61 / 100,00  | 3,94  |

| Freguesia    | %     | %     | %    | %    | %    | %    | %    | %    | %    | Votantes |
| Freguesia    | AP    | PS    | MPT  | CDU  | BE   | PDA  | PCTP | PND  | PTP  | Votantes |
| ------------ | ----- | ----- | ---- | ---- | ---- | ---- | ---- | ---- | ---- | -------- |
| Manadas      | 48,42 | 31,58 | 8,42 | 2,11 | 2,11 | 0    | 0    | 1,05 | 1,05 | 95       |
| Norte Grande | 45,45 | 28,98 | 2,84 | 1,70 | 2,27 | 0    | 2,27 | 1,70 | 2,84 | 176      |
| Rosais       | 56,60 | 29,25 | 3,77 | 0    | 0,94 | 0    | 0,94 | 0,94 | 0    | 106      |
| Santo Amaro  | 38,46 | 30,77 | 4,20 | 2,80 | 0,70 | 4,90 | 0,70 | 2,80 | 2,10 | 143      |
| Urzelina     | 45,18 | 22,89 | 6,63 | 6,63 | 5,42 | 0,60 | 1,81 | 1,20 | 1,20 | 166      |
| Velas        | 32,96 | 39,11 | 6,15 | 3,07 | 3,91 | 1,68 | 1,12 | 0,56 | 0,28 | 358      |
| Velas        | 41,57 | 31,99 | 5,36 | 2,97 | 2,97 | 1,34 | 1,25 | 1,25 | 1,15 | 1 044    |

### Vila da Praia da Vitória
| Partidos                | Partidos                              | Votos  | %               | +/-   |
| ----------------------- | ------------------------------------- | ------ | --------------- | ----- |
|                         | Partido Socialista                    | 1 673  | 44,45 / 100,00  | 10,37 |
|                         | Aliança Portugal                      | 1 154  | 30,66 / 100,00  | 20,31 |
|                         | Partido da Terra                      | 152    | 4,04 / 100,00   | 3,59  |
|                         | Bloco de Esquerda                     | 103    | 2,74 / 100,00   | 2,64  |
|                         | Coligação Democrática Unitária        | 100    | 2,66 / 100,00   | 1,05  |
|                         | LIVRE                                 | 51     | 1,35 / 100,00   | Novo  |
|                         | Partido pelos Animais e pela Natureza | 39     | 1,04 / 100,00   | Novo  |
|                         | Outros                                | 145    | 3,76 / 100,00   |       |
| Votos inválidos         | Votos inválidos                       | 347    | 9,22 / 100,00   | 3,82  |
| Total                   | Total                                 | 3 764  | 100,00 / 100,00 |       |
| Eleitorado/Participação | Eleitorado/Participação               | 19 315 | 19,49 / 100,00  | 2,32  |

| Freguesia                     | %     | %     | %    | %    | %    | %    | %    | Votantes |
| Freguesia                     | PS    | AP    | MPT  | BE   | CDU  | L    | PAN  | Votantes |
| ----------------------------- | ----- | ----- | ---- | ---- | ---- | ---- | ---- | -------- |
| Agualva                       | 47,56 | 37,80 | 1,22 | 1,22 | 2,13 | 0,30 | 0    | 328      |
| Biscoitos                     | 40,23 | 33,08 | 2,26 | 3,01 | 3,01 | 3,38 | 1,13 | 266      |
| Cabo da Praia                 | 36,55 | 38,62 | 0    | 1,38 | 3,45 | 4,14 | 0,69 | 145      |
| Fonte do Bastardo             | 41,30 | 29,35 | 4,35 | 4,89 | 2,72 | 1,63 | 1,09 | 184      |
| Fontinhas                     | 43,75 | 34,87 | 2,96 | 0,99 | 1,64 | 0,33 | 0,99 | 304      |
| Lajes                         | 43,91 | 32,31 | 3,96 | 2,64 | 3,23 | 0,88 | 1,62 | 681      |
| Porto Martins                 | 45,78 | 26,22 | 6,22 | 4,00 | 4,00 | 1,33 | 1,78 | 225      |
| Praia da Vitória (Santa Cruz) | 42,45 | 26,76 | 5,84 | 3,92 | 2,92 | 1,71 | 1,01 | 994      |
| Quatro Ribeiras               | 64,04 | 21,93 | 0,88 | 1,75 | 0,88 | 1,75 | 0,88 | 114      |
| São Brás                      | 49,48 | 28,13 | 5,21 | 1,56 | 3,13 | 0,52 | 1,04 | 192      |
| Vila Nova                     | 47,13 | 30,82 | 4,53 | 2,11 | 0,91 | 0,60 | 0,60 | 331      |
| Vila Praia da Vitória         | 44,45 | 30,66 | 4,04 | 2,74 | 2,66 | 1,35 | 1,04 | 3 764    |

### Vila do Porto
| Partidos                | Partidos                         | Votos | %               | +/-   |
| ----------------------- | -------------------------------- | ----- | --------------- | ----- |
|                         | Partido Socialista               | 429   | 42,94 / 100,00  | 7,90  |
|                         | Aliança Portugal                 | 205   | 20,52 / 100,00  | 18,97 |
|                         | Coligação Democrática Unitária   | 65    | 6,51 / 100,00   | 1,02  |
|                         | Partido da Terra                 | 65    | 6,51 / 100,00   | 6,04  |
|                         | Bloco de Esquerda                | 46    | 4,60 / 100,00   | 2,88  |
|                         | Partido Democrático do Atlântico | 14    | 1,40 / 100,00   | -     |
|                         | Partido da Nova Democracia       | 13    | 1,30 / 100,00   | -     |
|                         | LIVRE                            | 11    | 1,10 / 100,00   | Novo  |
|                         | PCTP/MRPP                        | 10    | 1,00 / 100,00   | 0,24  |
|                         | Outros                           | 25    | 2,50 / 100,00   |       |
| Votos inválidos         | Votos inválidos                  | 116   | 11,61 / 100,00  | 2,14  |
| Total                   | Total                            | 999   | 100,00 / 100,00 |       |
| Eleitorado/Participação | Eleitorado/Participação          | 5 358 | 18,65 / 100,00  | 1,44  |

| Freguesia      | %     | %     | %    | %    | %    | %    | %    | %    | %    | Votantes |
| Freguesia      | PS    | AP    | CDU  | MPT  | BE   | PDA  | PND  | L    | PCTP | Votantes |
| -------------- | ----- | ----- | ---- | ---- | ---- | ---- | ---- | ---- | ---- | -------- |
| Almagreira     | 48,24 | 17,65 | 5,88 | 4,71 | 7,06 | 3,53 | 0    | 0    | 0    | 85       |
| Santa Bárbara  | 43,82 | 24,72 | 5,62 | 2,25 | 2,25 | 2,25 | 2,25 | 0    | 0    | 89       |
| Santo Espírito | 52,68 | 16,96 | 8,04 | 8,04 | 0,89 | 0,89 | 1,79 | 0,89 | 0    | 112      |
| São Pedro      | 40,46 | 21,37 | 3,82 | 5,34 | 9,16 | 0,76 | 2,29 | 0,76 | 0,76 | 131      |
| Vila do Porto  | 40,72 | 20,79 | 7,04 | 7,39 | 4,30 | 1,20 | 1,03 | 1,55 | 1,55 | 582      |
| Vila do Porto  | 42,94 | 20,52 | 6,51 | 6,51 | 4,60 | 1,40 | 1,30 | 1,10 | 1,00 | 999      |

### Vila Franca do Campo
| Partidos                | Partidos                              | Votos  | %               | +/-   |
| ----------------------- | ------------------------------------- | ------ | --------------- | ----- |
|                         | Partido Socialista                    | 840    | 50,97 / 100,00  | 12,33 |
|                         | Aliança Portugal                      | 432    | 26,21 / 100,00  | 20,44 |
|                         | Partido da Terra                      | 65     | 3,94 / 100,00   | 3,32  |
|                         | Coligação Democrática Unitária        | 39     | 2,37 / 100,00   | 0,08  |
|                         | Bloco de Esquerda                     | 28     | 1,70 / 100,00   | 2,56  |
|                         | Partido Democrático do Atlântico      | 25     | 1,52 / 100,00   | -     |
|                         | PCTP/MRPP                             | 22     | 1,33 / 100,00   | 0,60  |
|                         | Partido pelos Animais e pela Natureza | 19     | 1,15 / 100,00   | Novo  |
|                         | Outros                                | 56     | 3,39 / 100,00   |       |
| Votos inválidos         | Votos inválidos                       | 122    | 7,40 / 100,00   | 2,36  |
| Total                   | Total                                 | 1 648  | 100,00 / 100,00 |       |
| Eleitorado/Participação | Eleitorado/Participação               | 10 463 | 15,75 / 100,00  | 2,99  |

| Freguesia                         | %     | %     | %    | %    | %    | %    | %    | %    | Votantes |
| Freguesia                         | PS    | AP    | MPT  | CDU  | BE   | PDA  | PCTP | PAN  | Votantes |
| --------------------------------- | ----- | ----- | ---- | ---- | ---- | ---- | ---- | ---- | -------- |
| Água de Alto                      | 50,00 | 25,23 | 3,27 | 4,21 | 3,27 | 0,47 | 1,40 | 0,47 | 214      |
| Ponta Garça                       | 45,19 | 33,13 | 4,50 | 1,84 | 1,02 | 2,04 | 0,61 | 0,82 | 489      |
| Ribeira das Tainhas               | 65,77 | 17,12 | 1,35 | 0,90 | 0,90 | 3,60 | 0    | 0    | 222      |
| Ribeira Seca                      | 48,48 | 27,27 | 3,79 | 3,79 | 3,03 | 0    | 0,76 | 1,52 | 132      |
| Vila Franca do Campo (São Miguel) | 54,03 | 23,92 | 3,23 | 1,08 | 1,08 | 0,81 | 2,69 | 1,08 | 372      |
| Vila Franca do Campo (São Pedro)  | 46,12 | 24,20 | 7,31 | 4,57 | 2,74 | 1,37 | 0,91 | 3,65 | 219      |
| Vila Franca do Campo              | 50,97 | 26,21 | 3,94 | 2,37 | 1,70 | 1,52 | 1,33 | 1,15 | 1 648    |